# Westriplectes angelae
Westriplectes angelae är en nattsländeart som beskrevs av Arturs Neboiss 1978. Westriplectes angelae ingår i släktet Westriplectes och familjen långhornssländor. Inga underarter finns listade i Catalogue of Life.